# Philophylla caesio
Philophylla caesio är en tvåvingeart som först beskrevs av Harris 1780.  Philophylla caesio ingår i släktet Philophylla och familjen borrflugor. Arten är reproducerande i Sverige. Inga underarter finns listade i Catalogue of Life.

## Bildgalleri

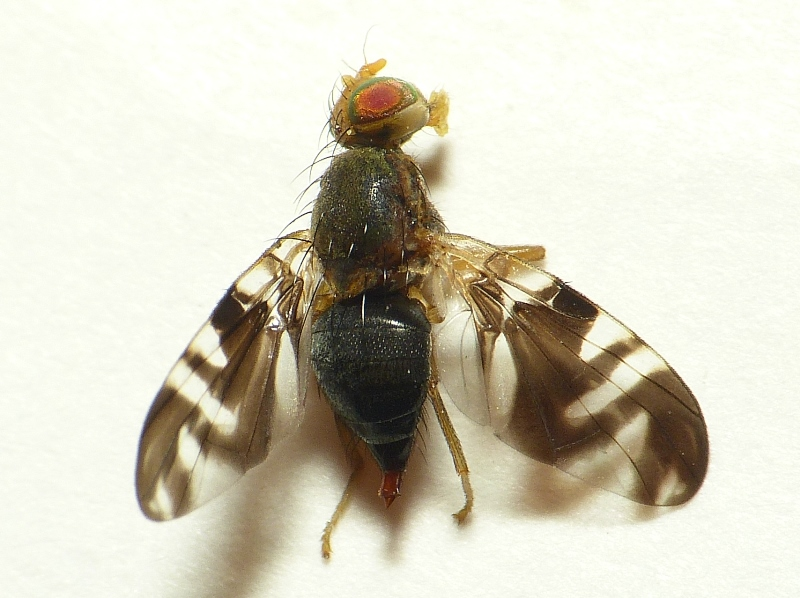